# Amerikaanse auto in 1941
Dit artikel geeft een overzicht van alle Amerikaanse personenwagens geproduceerd in 1941 door een significante autoconstructeur. De auto's staan alfabetisch gerangschikt per merk. Hier staan enkel Amerikaanse merken, ongeacht of ze eigendom zijn van een niet-Amerikaans concern. Ook gaat het om constructeurs die algemeen bekend zijn met auto's die algemeen voor het publiek verkrijgbaar zijn. 
| Buick |                  | concern:               | General Motors Verenigde Staten |
| Buick | divisie:         |                        |                                 |
| Buick | merk:            | Buick Verenigde Staten |                                 |
| Buick | model:           | Series 40 /50/60/70/90 |                                 |
| Buick | einde productie: | 1941                   |                                 |
| Buick | productieaantal: | 370.191                |                                 |

| Cadillac |                  | concern:                  | General Motors Verenigde Staten |
| Cadillac | divisie:         |                           |                                 |
| Cadillac | merk:            | Cadillac Verenigde Staten |                                 |
| Cadillac | model:           | Series 75                 |                                 |
| Cadillac | einde productie: | 1942                      |                                 |
| Cadillac | productieaantal: | ?                         |                                 |

| Cadillac |                  | concern:                  | General Motors Verenigde Staten |
| Cadillac | divisie:         |                           |                                 |
| Cadillac | merk:            | Cadillac Verenigde Staten |                                 |
| Cadillac | model:           | Sixty Special Fleetwood   |                                 |
| Cadillac | einde productie: | 1942                      |                                 |
| Cadillac | productieaantal: | 1875                      |                                 |

| Chevrolet |                  | concern:                   | General Motors Verenigde Staten |
| Chevrolet | divisie:         |                            |                                 |
| Chevrolet | merk:            | Chevrolet Verenigde Staten |                                 |
| Chevrolet | model:           | Suburban                   |                                 |
| Chevrolet | einde productie: | 1946                       |                                 |
| Chevrolet | productieaantal: | ?                          |                                 |

| Chrysler |                  | concern:                  | Onafhankelijk |
| Chrysler | divisie:         |                           |               |
| Chrysler | merk:            | Chrysler Verenigde Staten |               |
| Chrysler | model:           | Town & Country            |               |
| Chrysler | einde productie: | 1942                      |               |
| Chrysler | productieaantal: | 1000-                     |               |

| Jeep |                  | concern:              | Willys-Overland Verenigde Staten |
| Jeep | divisie:         |                       |                                  |
| Jeep | merk:            | Jeep Verenigde Staten |                                  |
| Jeep | model:           | MB                    |                                  |
| Jeep | einde productie: | 1945                  |                                  |
| Jeep | productieaantal: | 359.851               |                                  |

| Packard |                  | concern:                 | Onafhankelijk |
| Packard | divisie:         |                          |               |
| Packard | merk:            | Packard Verenigde Staten |               |
| Packard | model:           | 120                      |               |
| Packard | einde productie: | 1942                     |               |
| Packard | productieaantal: | ?                        |               |